# Trenton (Florida)
Woodbury város az USA Florida államában. Lakosainak száma 2015 fő (2020. április 1.).

## Népesség
A település népességének változása:

| 2010 | 1 999 |
| 2020 | 2 015 |